# Tinzart
Tinzart (franska: Tinzart (CR), Tinzart (Commune Rurale), arabiska: تيكوكة) är en kommun i Marocko.   Den ligger i provinsen Taroudannt och regionen Souss-Massa, i den centrala delen av landet, 400 km söder om huvudstaden Rabat. Antalet invånare är 5 505.